# Leon Kisiel
Leon Kisiel (ur. 3 kwietnia 1898 w Ostrowie Galicyjskim, zm. 1940 w ZSRR) – polski nauczyciel, dyrektor gimnazjalny w II Rzeczypospolitej, ofiara zbrodni katyńskiej.

## Życiorys
Urodził się 2 listopada 1882 w Ostrowie Galicyjskim jako syn Michała. Uczył się w Przemyślu. W 1917 zdał egzamin dojrzałości. Podczas nauki szkolnej działał w skautingu.
Po odzyskaniu przez Polskę niepodległości w grudniu 1918 zgłosił się do szeregów Wojska Polskiego. Walczył w wojnie polsko-bolszewickiej. Ze służby został zwolniony jako inwalida. Medal Pamiątkowy za Wojnę 1918–1921.
Następnie studiował na Uniwersytecie Jana Kazimierza we Lwowie, gdzie w 1927 na Wydziale Humanistycznym uzyskał doktorat na podstawie pracy pt. „Pan Podstoli” wobec „Monitora” (promotor: prof. Juliusz Kleiner), którą wydał w tym samym roku. Podjął pracę nauczyciela-polonisty. W latach 20. pracował w Państwowym Gimnazjum Koedukacyjnym im. Juliusza Słowackiego w Kowlu, gdzie uczył języka polskiego i propedeutyki filozofii. Potem pracował w Równem. Później sprawował stanowisko dyrektora Państwowego Gimnazjum im. Adama Mickiewicza w Zdołbunowie. W tym okresie pod koniec 1932 został mianowany członkiem oceny książek i pomocy naukowych dla szkół z ruskim (ukraińskim) językiem nauczania. Od roku szkolnego był dyrektorem Państwowego Gimnazjum i Liceum we Włodzimierzu Wołyńskim do 1939. W tym mieście był organizatorem bursy męskiej. W 1936 został przewodniczącym Państwowej Komisji Egzaminacyjnej dla nauczycieli publicznych szkół powszechnych dla powiatu włodzimierskiego i horochowskiego.
Po wybuchu II wojny światowej i agresji ZSRR na Polskę z 17 września 1939 pozostał we Włodzimierzu (13 października 1939 planowano z opóźnieniem rozpocząć rok szkolny). W dniu 14 października 1939 został aresztowany przez sowietów w swoim domu. Był przetrzymywany w więzieniu we Włodzimierzu co najmniej do marca 1940. W 1940 został zamordowany przez NKWD. Jego nazwisko znalazło się na tzw. Ukraińskiej Liście Katyńskiej opublikowanej w 1994 (został wymieniony na liście wywózkowej 43/3-39 oznaczony numerem 1305). Ofiary tej części zbrodni katyńskiej zostały pochowane na otwartym w 2012 Polskim Cmentarzu Wojennym w Kijowie-Bykowni.
Był żonaty ze Stefanią z domu Niedźwiecką (ur. 1892, w latach 20. także była nauczycielką w gimnazjum w Kowlu, ucząc geografii i przyrodoznawstwa), z którą miał dwie córki Janinę i Beatę Kisiel-Lubich (jej teść kpt. Stefan Lubich także został ofiarą zbrodni katyńskiej, zamordowany w Katyniu).